# Arturo Soto
Arturo David Soto Aliaga – peruwiański zapaśnik walczący w stylu wolnym. Zajął dziesiąte miejsce na mistrzostwach panamerykańskich w 2011. Brązowy medalista igrzysk Ameryki Południowej w 2010 roku.